# ایوان مالکوویچ
ایوان مالکوویچ (اوکراینی: Іва́н Анто́нович Малко́вич؛ زادهٔ ۱۰ مهٔ ۱۹۶۱) نویسنده کودکان، ناشر، نویسنده، و شاعر اهل اوکراین است.
وی همچنین برندهٔ جوایزی همچون جایزه ملی شوچنکو شده‌است.